# Marie Line
Marie-Line Marolany, nota anche come Marie Line e Mariline Maro (Saint-Raphaël, ...), è una cantante francese.
Ha rappresentato la Francia all'Eurovision Song Contest 1998 con il brano Où aller.

## Biografia
Nata nel sud-est della Francia da genitori della Martinica, Marie Line è stata selezionata internamente dall'emittente televisiva France 2 per rappresentare il suo paese all'Eurovision Song Contest 1998 con il brano Où aller. Nella finale, che si è tenuta il 9 maggio a Birmingham, si è classificata al 24º posto su 25 partecipanti con 3 punti totalizzati. Marie Line ha continuato a lavorare nel mondo della musica cantando nelle colonne sonore di film come Les Caprices d'un fleuve (1996), Cuisine américaine (1998), Agathe Cléry (2008) e Gainsbourg (vie héroïque) (2010) e fungendo da corista per artisti francesi e africani.

## Discografia

### Singoli
- 1998 - Où aller